# CEC (企業)
CEC株式会社（シーイーシー）は、日本のCDプレーヤー、アンプ等のオーディオ機器の開発、販売を行っていた企業。1954年（昭和29年）に中央電機株式会社として創業し、三洋メディアテック株式会社を経て、2000年にオーディオ事業を独立させるかたちで設立された。本社は群馬県邑楽郡大泉町。ベルトドライブ方式のCDプレーヤー等の技術を持っていた。

## 沿革
- 1954年（昭和29年）4月に中央電機株式会社として創立され、当初はレコードプレーヤーのOEMを中心としていた。
- 1985年（昭和60年）- CDプレーヤーの生産を開始[2]。
- 1996年（平成8年）にオーディオ事業が三洋オプトロニクス株式会社へと移転され[2]、同社のオーディオ部となる。
- 1999年（平成11年）に三洋メディアテック株式会社へと社名変更[2]。
- 2000年（平成12年）にオーディオ部が独立し、CEC株式会社となる[2]。
- 2012年（平成24年）経営不振のため事業停止[3]
- 2017年（平成29年1月25日）破産手続きの開始決定[3]
- 2017年（平成29年7月28日）会社清算完了[1]。以後は有限会社エステックが販売修理を継続している。

## 参考資料
- “CEC沿革”. CEC.   CEC. 2021年9月17日閲覧。